# 小行星7021
小行星7021（英語：7021）是一颗围绕太阳公转的小行星。1992年5月6日，杉江淳在Dynic发现了此天体。
这颗小行星的绝对星等为218.2195175829182等。